# José Luis Mendilibar
José Luis Mendilibar vagy teljes nevén José Luis Mendilibar Etxebarria (Zaldibar, 1961. március 14. –) baszk származású spanyol labdarúgó-menedzser, jelenleg a Sevilla edzője.

## Pályafutása

### Játékosként
Mendilibar labdarúgó pályafutását alacsonyabb osztályú spanyol csapatokban kezdte (Athletic Bilbao B, Logroñés). 1985 és 1993 között a Sestao csapatában közel háromszáz bajnoki mérkőzésen lépett pályára a Segunda Divisiónban. 1994-ben az akkor harmadosztályú Lemona csapatából vonult vissza a labdarúgó-pályafutásától, hogy edzői karrierjét elkezdje.

### Edzőként
Első edzői megbízását 1994-ben az Arratia csapatánál kapta meg. 1996 és 1997 között az Athletic Bilbao csapatánál dolgozott utánpótlásedzőként, majd 1997-ben a spanyol negyedosztályú Baskonia edzője lett. Első spanyol élvonalbeli csapata 2005 júniusában az Athletic Bilbao csapata lett. 2006 és 2010 között a Real Valladolid edzője volt, amellyel  2007-ben spanyol másodosztályú bajnok lett. 2011 és 2013 között az Osasuna, 2014-ben a Levante, 2015 és 2021 között az Eibar, 2021 december és 2022 április között pedig a Deportivo Alavés vezetőedzője volt. 2023 márciusában nevezték ki a Sevilla vezetőedzőjének, mellyel 2023-ban Európa-liga győztes lett.

## Sikerei, díjai

### Edzőként
- Baskonia
  - Tercera División bajnok: 1997–98
- Real Valladolid
  - Segunda División bajnok: 2006–07
- Sevilla
  - Európa-liga győztes: 2022–2023[2]
- Olympiacos Pireusz
  - UEFA Konferencia Liga győztes: 2023–2024[3]